# 宮崎角治
宮崎 角治（みやざき かくじ、1928年12月14日 - 2012年2月8日）は、日本の政治家。長崎県出身。元公明党の衆議院議員（1期）。

## 経歴
長崎師範学校卒業後、小学校教諭を経て公明党の長崎市議として政界入り。その後長崎県議2期（長崎市選出）を務めた後1983年の総選挙に同党公認で旧長崎県第1区から出馬し、初当選を果たしたものの1986年の総選挙で落選。その後1991年に長崎県議（佐世保市選出）に復帰し、通算4期務めた。 2012年2月8日、肺炎のため死去、83歳。